# Leporinus
Leporinus is een geslacht van straalvinnige vissen uit de familie van de kopstaanders (Anostomidae).

## Soorten
- Leporinus acutidens Valenciennes, 1837
- Leporinus affinis Günther, 1864
- Leporinus agassizii Steindachner, 1876
- Leporinus alternus Eigenmann, 1912
- Leporinus amae Godoy, 1980
- Leporinus amazonicus dos Santos & Zuanon, 2008
- Leporinus apollo Sidlauskas, Mol & Vari, 2011
- Leporinus arcus Eigenmann, 1912
- Leporinus aripuanaensis Garavello & dos Santos, 1981
- Leporinus badueli Puyo, 1948
- Leporinus bahiensis Steindachner, 1875
- Leporinus bimaculatus Castelnau, 1855
- Leporinus bistriatus Britski, 1997
- Leporinus bleheri Géry, 1999
- Leporinus boehlkei Garavello, 1988
- Leporinus britskii Feitosa, dos Santos & Birindelli, 2011
- Leporinus brunneus Myers, 1950
- Leporinus conirostris Steindachner, 1875
- Leporinus copelandii Steindachner, 1875
- Leporinus cylindriformis Borodin, 1929
- Leporinus desmotes Fowler, 1914
- Leporinus ecuadorensis Eigenmann & Henn, 1916
- Leporinus elongatus Valenciennes, 1850
- Leporinus falcipinnis Mahnert, Géry & Muller, 1997
- Leporinus fasciatus Bloch, 1794
- Leporinus friderici Bloch, 1794
- Leporinus geminis Garavello & dos Santos, 2009
- Leporinus gomesi Garavello & dos Santos, 1981
- Leporinus gossei Géry, Planquette & Le Bail, 1991
- Leporinus granti Eigenmann, 1912
- Leporinus guttatus Birindelli & Britski, 2009
- Leporinus holostictus Cope, 1878
- Leporinus jamesi Garman, 1929
- Leporinus jatuncochi Ovchynnyk, 1971
- Leporinus klausewitzi Géry, 1960
- Leporinus lacustris Amaral Campos, 1945
- Leporinus lebaili Géry & Planquette, 1983
- Leporinus leschenaulti Valenciennes, 1850
- Leporinus macrocephalus Garavello & Britski, 1988
- Leporinus maculatus Müller & Troschel, 1844
- Leporinus marcgravii Lütken, 1875
- Leporinus melanopleura Günther, 1864
- Leporinus melanostictus Norman, 1926
- Leporinus microphthalmus Garavello, 1989
- Leporinus moralesi Fowler, 1942
- Leporinus multifasciatus Cope, 1878
- Leporinus muyscorum Steindachner, 1900
- Leporinus nattereri Steindachner, 1876
- Leporinus niceforoi Fowler, 1943
- Leporinus nigrotaeniatus Jardine, 1841
- Leporinus nijsseni Garavello, 1990
- Leporinus obtusidens Valenciennes, 1837
- Leporinus octofasciatus Steindachner, 1915
- Leporinus octomaculatus Britski & Garavello, 1993
- Leporinus ortomaculatus Garavello, 2000
- Leporinus pachyurus Valenciennes, 1850
- Leporinus parae Eigenmann, 1908
- Leporinus paralternus Fowler, 1914
- Leporinus paranensis Garavello & Britski, 1987
- Leporinus pearsoni Fowler, 1940
- Leporinus pellegrinii Steindachner, 1910
- Leporinus piau Fowler, 1941
- Leporinus pitingai dos Santos & Jégu, 1996
- Leporinus platycephalus Meinken, 1935
- Leporinus punctatus Garavello, 2000
- Leporinus reinhardti Lütken, 1875
- Leporinus reticulatus Britski & Garavello, 1993
- Leporinus sexstriatus Britski & Garavello, 1980
- Leporinus spilopleura Norman, 1926
- Leporinus steindachneri Eigenmann, 1907
- Leporinus steyermarki Inger, 1956
- Leporinus striatus Kner, 1858
- Leporinus subniger Fowler, 1943
- Leporinus taeniatus Lütken, 1875
- Leporinus taeniofasciatus Britski, 1997
- Leporinus tigrinus Borodin, 1929
- Leporinus trifasciatus Steindachner, 1876
- Leporinus trimaculatus Garavello & dos Santos, 1992
- Leporinus uatumaensis dos Santos & Jégu, 1996
- Leporinus unitaeniatus Garavello & dos Santos, 2009
- Leporinus vanzoi Britski & Garavello, 2005
- Leporinus venerei Birindelli & Britski, 2008
- Leporinus wolfei Fowler, 1940
- Leporinus y-ophorus Eigenmann, 1922